# Hoby landsfiskalsdistrikt
Hoby landsfiskalsdistrikt var 1918-1951 ett landsfiskalsdistrikt i Blekinge län, bildat när Sveriges indelning i landsfiskalsdistrikt trädde i kraft den 1 januari 1918, enligt beslut den 7 september 1917. När Sveriges nya indelning i landsfiskalsdistrikt trädde i kraft den 1 januari 1952 (enligt kungörelsen 1 juni 1951) upplöstes distriktet och dess område införlivades i det nya Bräkne landsfiskalsdistrikt.
Landsfiskalsdistriktet låg under länsstyrelsen i Blekinge län.

## Ingående områden
När Sveriges nya indelning i landsfiskalsdistrikt trädde i kraft den 1 oktober 1941 (enligt kungörelsen den 28 juni 1941) tillfördes kommunerna Hällaryd och Åryd från det upplösta Hällaryds landsfiskalsdistrikt.

### Från 1918
Bräkne härad:
- Bräkne-Hoby landskommun
- Öljehults landskommun

### Från 1 oktober 1941
Bräkne härad:
- Bräkne-Hoby landskommun
- Hällaryds landskommun
- Åryds landskommun
- Öljehults landskommun